# 吴世昌
吴世昌（1908年—1986年8月31日），字子臧，男，浙江海宁人，中国汉学家、红学家。

## 生平
吴世昌1908年出生在浙江海宁，早年在中藥店當學徒。
1925年他进入嘉兴秀州中学当自助生，用两年半时间读完中学课程考入南开大学预科二年级，一年后考入燕京大学哲学系并取得文学硕士，之后考入哈佛燕京学社国学研究所研究生并获硕士学位。毕业后担任南京国立中央大学教授。1947年，吴世昌应聘赴英国牛津大学讲学，并任牛津大学、剑桥大学博士学位考试委员。
1962年结束在英伦三岛十五年的讲学生涯后回到中国，担任中国科学院哲学社会科学部文学研究所研究员。1978年起，兼任国务院学位委员会第一届学科评议组成员。1986年去世。

## 家庭
女儿吴令安。

## 学术研究
吴世昌為红学專家，其見解独辟蹊径，自成一说。吴世昌曾對历史学家唐兰表示：“当今学者称得上博极群书者，一个梁任公，一个陈寅恪，一个你，一个我。”

## 著作
著作有《红楼梦探源》、《红楼梦探源外编》等。